# Anton Faraonov
Anton Faraonov (* 20. ledna 1984, Kyjev) je slovenský fotograf a bývalý sólista baletu.

## Životopis
Je absolventem Kyjevského státního choreografické učiliště. Od roku 2002 do roku 2010 působil ve Státním divadle v Košicích jako sólista baletu. Od roku 2005 se věnuje umělecké fotografii, hlavně aktům a dokumentární fotografii. Jako fotograf a autor plakátu spolupracoval se ŠD Košice na představeních – Odysseus (2007), Tristan a Izolda (2008). V roce 2008 se uskutečnila jeho první komorní výstava klasického aktu pod názvem Poetika těla v košické Čajovně Amana.
- 8/2002-1/2010 – Státní divadlo Košice, sólista baletu ŠDKE
- 7/2010-9/2012 – Slovenské národní divadlo, Vedoucí online a audiovizuálního oddělení SND (tvorba spotů SND, výroba relace Ze zákulisí SND, výroba více kamerových záznamů představení, správa internetových stránek SND)
- 4/2013-do současnosti – Slovenské národní muzeum, kulturně-propagační manažer

## Umělecká činnost

### Fotografická tvorba
Odhalené duše je jednou ze čtyř zatím prezentovaných sbírek Poetika těla, Alusion. Divadelní fotografie. Tvorba Antona Faraonova je těsně spojena s jeho životními obdobími, sbírka Odhalené duše vznikla v letech 2007–2008 jako jedna z jeho prvních fotografických prací. Chtěl jen mluvit o mnoha pocitech, které prožíval, ale hlavně chtěl pracovat s myšlenkou, že nic není tak dokonalé jako člověk. Právě prostřednictvím svého těla člověk dokáže vyjadřovat pocity, na které ne vždy dokážeme najít to správné slovo, vyprávět příběhy, na které nemáme jednoznačnou popisnou odpověď. Při této výstavě se snažil dosáhnout stavu, kdy divák přestane vnímat nahotu jako erotický prvek a začne číst myšlenky mezi řádky.

#### Samostatné fotografické výstavy
- 2008 – Poetika těla, čajovna Amana, Košice
- 2009 – Odhalené duše, Fotogalerie Nova, Košice
- 2010 – Allusion, kavárna Ať se líbí, Košice
- 2011 – 4MEN, Alternativní divadlo a Taneční škola ElleDanse, Bratislava
- 2012 – Odhalené duše, Levin Art + Design Gallery, Bratislava

#### Společně fotografické výstavy
- 2006 – 8 Festival nezávislých divadel, Košice
- 2009 – Mezi. . ., AMFO, Košice
- 2011 – Fotoreflexia 2010/2011, Slovenské národní divadlo, Bratislava
- 2012 – Bienále divadelní fotografie 2012, Bratislava

#### Spolupracoval jako fotograf na inscenacích
- 2006 – 8 Festival nezávislých divadel, Košice
- 2007 – Odysseus, Státní divadlo Košice
- 2008 – Tristan a Izolda, Státní divadlo Košice
- 2009 – Best of Ballet Košice – Panta Rei, Státní divadlo Košice
- 2010 – MR Štefánik, Státní divadlo Košice
- 2011 – Harlekyniáda, Státní divadlo, Košice
- 2011 – Křišťálový ples SND, Slovenské národní divadlo
- 2011 – Konec hry, Slovenské národní divadlo
- 2011 – Balet Gala 2011, Slovenské národní divadlo
- 2011 – Le Villi, Slovenské národní divadlo
- 2011 – Made in Czech Republic, Slovenské národní divadlo
- 2011 – Malý princ, Slovenské národní divadlo
- 2011 – Odysseus, Slovenské národní divadlo
- 2011 – Twins, intimní, Compagnie Pál Frenák
- 2011 – Made in Czech Republic – Večer současné choreografické tvorby, Slovenské národní divadlo
- 2011 – DUO, Slovenské národní divadlo
- 2012 – Spící krasavice, Slovenské národní divadlo
- 2012 – Balet Gala – galakoncert věnovaný sólistka Baletu SND Nikoletě Stehlíkové
- 2012 – Oresteie, Slovenské národní divadlo
- 2013 – Spící krasavice, Státní divadlo Košice

### Filmografie

#### Autorské filmové projekty
- 2009 – BuRanDa (krátkometrážní hraný film; 3:58 min; diplom a cena za práci se zvukem GOS 2009)
- 2010 – Dokumentární film o přípravě multimediálního představení MR Štefánik (ŠD Košice)
- 2012 – BAD.. :( (krátkometrážní animovaný film)
- 2012 – Algoritmus (krátkometrážní hraný film, 12 min.)

#### Spolupráce na filmových projektech
- 2012 – Bezmocná hrstka (bakalářský dokumentární film Marie Rumanové; dramaturgie, kamera; 33 min.)
- 2013 – Izolace (dokumentární film Marie Rumanové; dramaturgie, kamera; 33 min.)

### Divadelní tvorba
- 2008 – Ibbür – Juraj Vaja & Anton faraon & Ens (choreografie; multimediální festival GENIUS LOCI IV)
- 2009 – Mitote (režie multimediálního představení)
- 2009 – IUTHDN (režie improvizačních performance)
- 2011 – Juraj Vajó: CARPET 43 (režie multimediálního představení)

### Další tvorba
- 2009 – Mezi... (multimediální prezentace; čestné uznání v kategorii multimediální prezentace Camfil 2009; čestné uznání v kategorii černobílá fotografie AMFO 2009)
- 2010 – Otočený svět (multimediální performance)
- 2011 – Projekce k divadelnímu představení SND : narozeniny